# Melissa Rauch
Melissa Ivy Rauch (Marlboro (New Jersey), 23 juni 1980) is een Amerikaans actrice en stand-upcomédienne.

## Biografie
Rauch studeerde af aan de New Yorkse Marymount Manhattan College met een Bachelor of Fine Arts. In de periode tijdens haar studie was ze reeds actief in de New Yorkse stand-upcomedy-scene. Haar soloshow, The Miss Education of Jenna Bush, een show over een van de dochters van George W. Bush kreeg lovende kritieken.
Vanaf 2009 speelt ze in de televisieserie The Big Bang Theory de rol van Bernadette Rostenkowski, een studente die werkt als serveerster om haar studie te betalen. Eenmaal afgestudeerd krijgt haar personage een relatie met Howard Wolowitz. Daarna kreeg Rauch vanaf het vierde seizoen in 2010 een meer prominente rol. 
In 2010 was ze te zien in zes afleveringen van True Blood, in de rol van Summer. Verder had ze kleinere rollen in onder meer de Amerikaanse versie van The Office, in de dramaserie Dirty Sexy Money en in de film I Love You, Man.
Sinds 2023 speelt Rauch de hoofdrol van Abby Stone, een rechter tijdens de nachtdienst, in de reboot van de televisieserie Night Court die oorspronkelijk werd uitgezonden van 1984 tot 1992.